# Кордон (Одесская область)
Кордо́н — село в Одесском районе (до реформы 2020 года — в Лиманском районе) Одесской области. Входит в состав Визирской объединённой сельской громады. Находится на берегу Тилигульского лимана на границе Одесской и Николаевской областей.

## Общие данные
В селе есть школа и фельдшерско-акушерский пункт. С 2019 года Тилигульский лиман через гидротехническое сооружение в районе Кордона соединён с Чёрным морем.

## Население
По данным переписи населения 1989 года насчитывалось 362 человека, из них 168 мужчин и 194 женщины.
По данным Всеукраинской переписи населения (2001) насчитывалось 360 человек.